# Hologram (Nico Touches the Walls)
Hologram (ホログラム?) è un brano musicale del gruppo musicale giapponese Nico Touches the Walls, pubblicato come loro quinto singolo il 25 novembre 2009. Il brano è incluso nell'album Aurora, secondo lavoro della band. Il singolo ha raggiunto la undicesima posizione della classifica Oricon dei singoli più venduti in Giappone. Il brano è stato utilizzato come seconda sigla d'apertura della serie televisiva anime Fullmetal Alchemist: Brotherhood.

## Tracce
CD Singolo
1. Hologram
2. Fuujin
3. Aitai kimochi

## Classifiche
| Classifica (2009) | Posizione più alta |
| ----------------- | ------------------ |
| Giappone (Oricon) | 11                 |